# يكة ناحلة القلم
يكة ناحلة القلم (الاسم العلمي:Yucca tenuistyla) هي نوع من النباتات تتبع جنس اليكة من الفصيلة الهليونية.